# مايدونا (أوتاتن)
مايدونا هو دُوَّار يقع بجماعة آيت الرخا، إقليم سيدي إفني، جهة كلميم واد نون في المملكة المغربية. ينتمي الدوّار لمشيخة أوتاتن التي تضم 33 دوار. يقدر عدد سكانه بـ 130 نسمة حسب الإحصاء الرسمي للسكان والسكنى لسنة 2004.

## روابط خارجية
- البوابة الوطنية للجماعات الترابية نسخة محفوظة 12 مارس 2018 على موقع واي باك مشين.
- المندوبية السامية للتخطيط